# Ben Lawers
Ben Lawers (en gaélico escocés Beinn Labhair significa "Colina de la corriente alta"; se pronuncia [peɲˈlˠ̪avəɾʲ]) es una montaña y munro en la parte meridional de las Tierras Altas de Escocia (Reino Unido). Queda en el lado norte del Loch Tay, y es el punto más alto de una larga sierra que incluye siete munros. Es también la montaña más alta de las islas británicas aparte del grupo del Ben Nevis y los Cairngorms.
Se pensó durante mucho tiempo que el Ben Lawers medía más de 4.000 pies, pero las mediciones más exactas de los años 1870 demostraron que le faltaban 17 pies para alcanzar esa cifra. En 1878, un grupo de 20 hombres pasaron un día construyendo un gran cairn (un montón de piedras) con la esperanza de hacer que la cumbre llegara a la cifra "mágica". El cairn ya no existe; de todas maneras, la Ordnance Survey lo ignoró por ser una estructura artificial que no era verdaderamente parte de la colina.

## Historia
Hay gran evidencia de anteriores asentamientos y otras actividades humanas en las laderas meridionales del Ben Lawers sobre Loch Tay. Hay ruinas de cottages cada uno rodeado por un pequeño grupo de árboles y pastos son signos de cultivo temprano. Caminos invadidos por la vegetación ascienden a la montaña desde el valle a los lechos de turba en las laderas de la colina. Los fértiles suelos de caliza y esquisto en estas laderas meridionales han sido objeto de granjas desde hace tiempo y hay muchos restos de la Edad del Bronce.
Antes del siglo XIV, la montaña se alzaba en las tierras del Clan MacMillan. Chalmers de Lawers obtuvo la tierra por la fuerza del clan a mediados de los años 1300 en el reinado de David II. La tierra fue confiscada a la familia Chalmers en 1473 por Jacobo III y se lo dio a Sir Colin Campbell de Glenorchy después de que Thomas Chalmers estuviera implicado en el asesinato de Jacobo I. Las tierras han permanecido en propiedad de los Campbell de Glenorchy y Breadalbane justo hasta la actualidad.

## National Trust for Scotland
La mayor parte del lado sur de la cadena de Ben Lawers es propiedad desde 1950 del National Trust for Scotland y fue adquirida a través de la generosidad de Percy Unna, un montañero y en un tiempo presidente del Scottish Mountaineering Club. La superficie de tierra bajo propiedad del Trust se amplió en 1996 con la adquisición de la vecina cadena Tarmachan. El Trust tiene un centro de visitantes ubicado en el extremo oeste de la cadena, desde donde un sendero muy erosionado lleva a la cumbre. El centro de visitantes tiene una exposición que explica la formación geológica de la montaña, hay también una senda natural. Un camino ligeramente diferente también lleva desde el centro, llevando a la cumbre a través del pico intermedio de Beinn Ghlas. 

## Flora y fauna
Ben Lawers es una reserva natural nacional debido a la abundancia de raras plantas alpinas. Está considerado por los botánicos como una de las zonas más ricas en flora alpina del Reino Unido, debido a las rocas de esquisto de la montaña que están situadas a una actitud correcta para las plantas. Las rocas proporcionan una adecuada cantidad de calcio, magnesio, sodio, hierro y potasio para las plantas, y se rompe en un suelo arcilloso que retiene la humedad. Algunas de las plantas que se encuentran en el Lawers con nomeolvides, Rhodiola rosea, sauce enano reticulado y la mayoría de las saxifragas. La montaña es también de interés para los zoólogos, algunas de las especies de aves son cuervos, mirlos capiblancos, lagópodo escocés, perdiz nival, mirlo acuático europeo y zarapitos. Otras especies raras incluyen el lagartija vivípara y el gato montés.

## Ascensos
Rutas alternativas que evitan la erosión causada por la popularidad de las dos rutas anteriormente descritas, usualmente empiezan siguientdo el Lawers Burn, que encuentra la A827 en el pueblo de Lawers. Dirigiéndose al norte desde el arroyo permite al caminante ascender los picos del noreste de Ben Lawers por el camino. La ruta más directa desde Lawers es seguir a lo largo del arroyo hasta Lochan nan Cat ("laguna del gato"), luego dirigirse todo recto hasta la cumbre a través de la cresta este. 

## Galería de imágenes

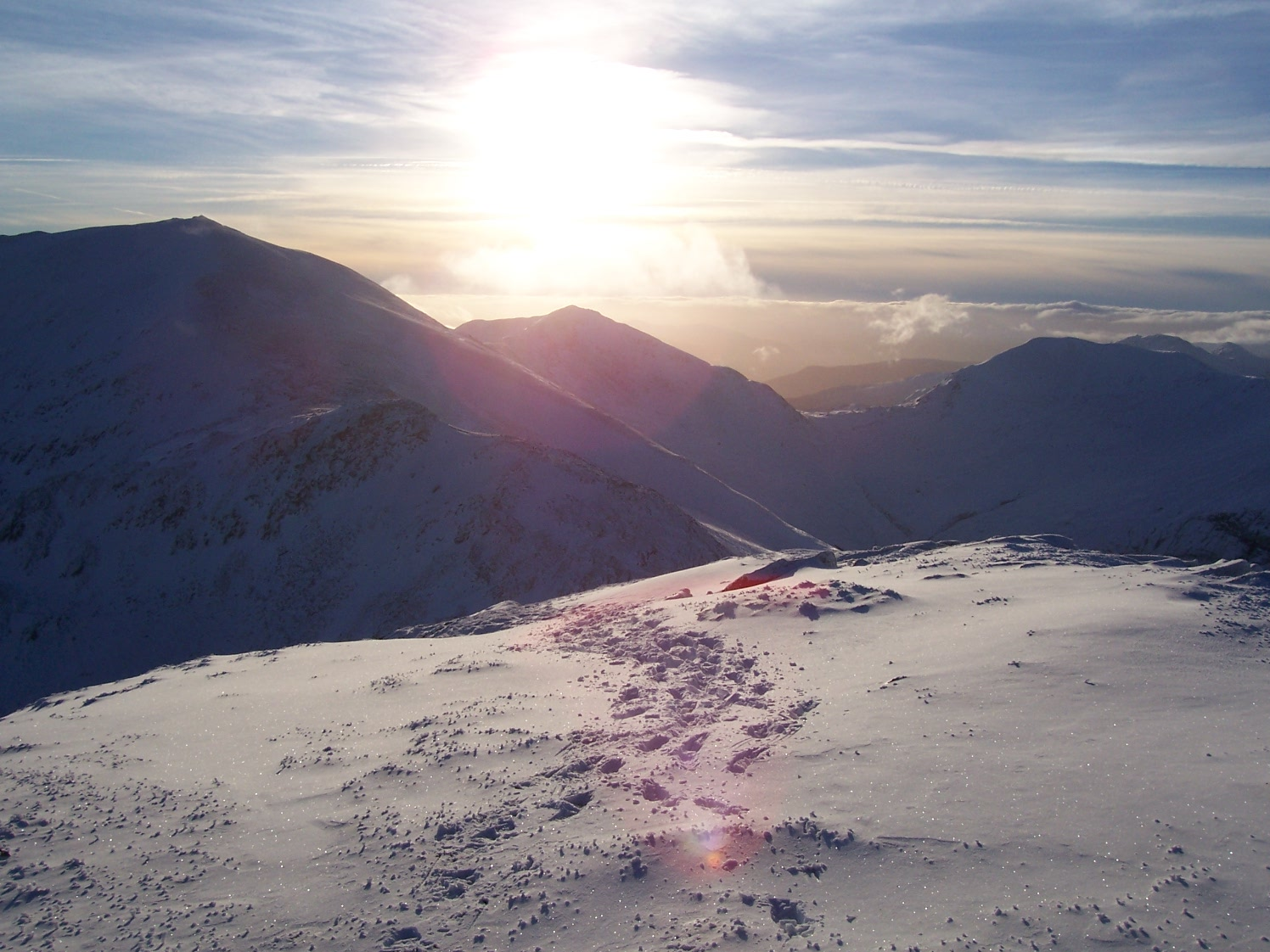
Ben Lawers en invierno
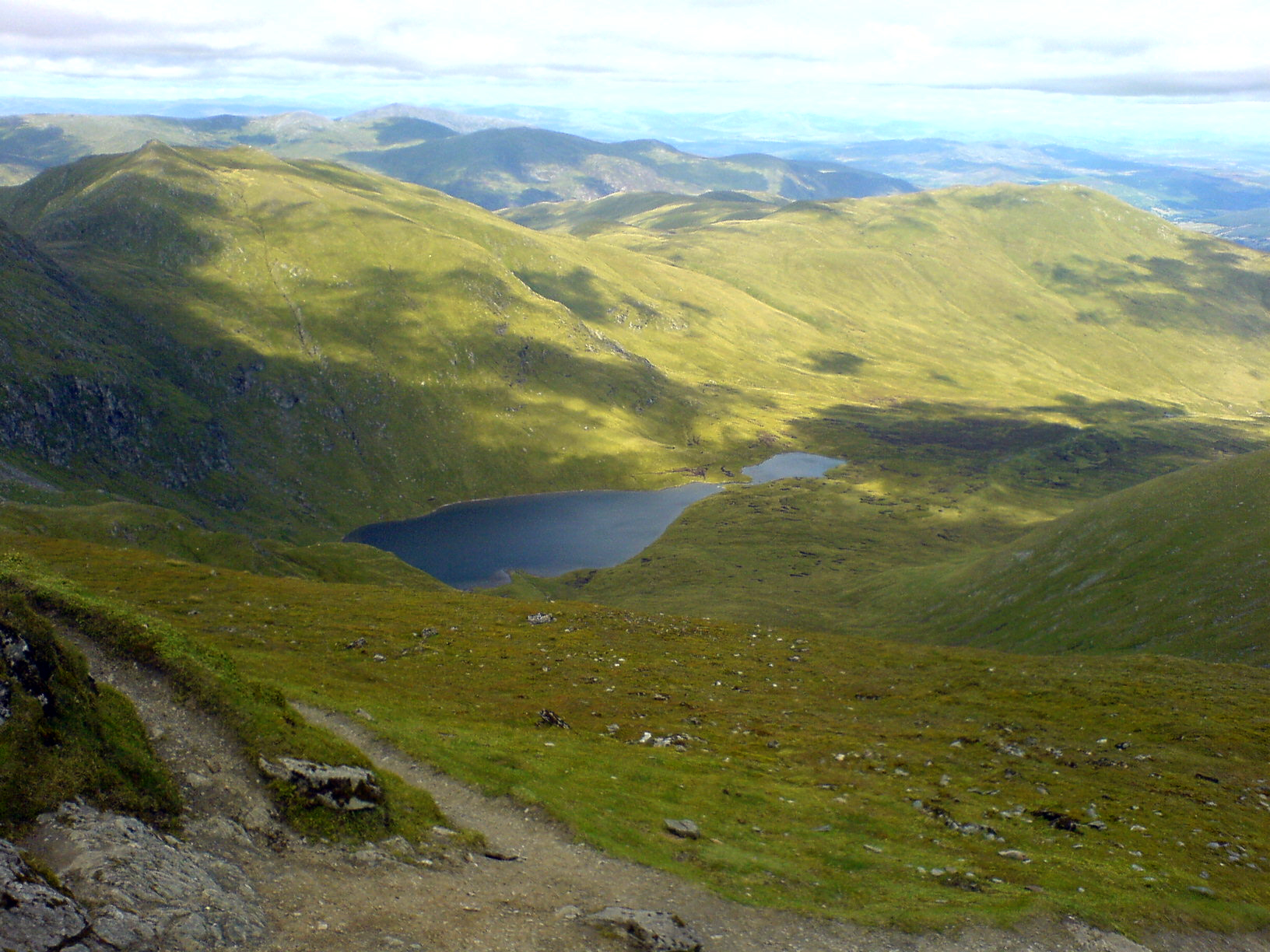
Lochan Nan Cat desde la cumbre del Ben Lawers
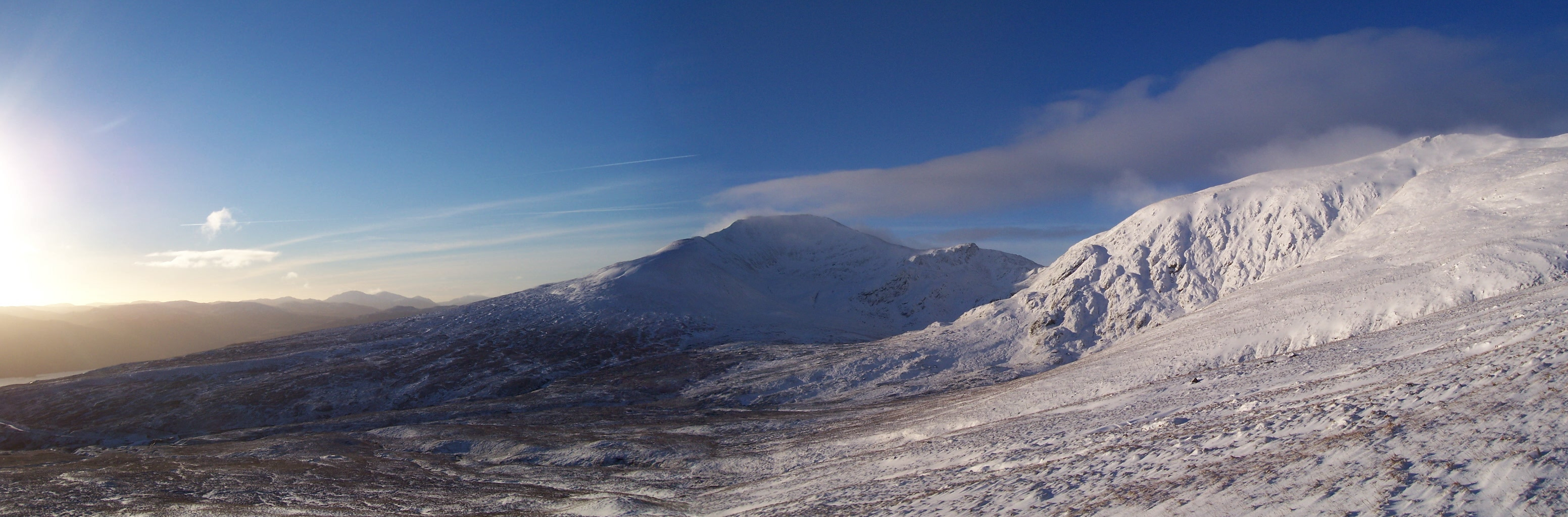
Ben Lawers y Meall Garph